# تشارلي ريتش
تشارلز ألان «تشارلي» ريتش (بالإنجليزية: Charlie Rich)‏ (14 ديسمبر 1932 – 25 يوليو 1995) هو مغني وكاتب أغاني أمريكي. كان أسلوبه الموسيقي انتقائيا ويصعب تصنيفه، حيث غنى خليطا من الروكابيلي والجاز والبلوز والكانتري والسول والغوسبل. 
كان ريتش يلقب بـ«الثعلب الفضي» لشعره الأشيب. من أهم نجاحاته كانت أغنية Behind Closed Doors و The Most Beautiful Girl عام 1973، وتصدرت الأخيرة قوائم أغاني البوب والكانتري في الولايات المتحدة وفاز عنها بجائزتي جرامي.

## بدايات حياته
ولد ريتش في كولت، أركنساس، وهو ابن مزارع قطن. تخرج من المدرسة الثانوية في فورست سيتي، حيث عزف الساكسفون في فرقة في الثانوية. تأثر ريتش كثيرا بوالديه، واللذان كانا أعضاء الكنيسة المعمدانية التبشيرية في فورست سيتي، حيث كانت والدته هيلين تعزف على البيانو، وكان والده يغني في الفرق الرباعية الإنجيلية. كما تعلم عزف البلوز على البيانو من مزارع أسود في أرض العائلة يدعى سي جاي ألين. دخل كلية ولاية أركانساس بمنحة دراسية لكرة القدم، ثم انتقل إلى جامعة أركنساس بتخصص في الموسيقي بعد إصابته. غادر بعد فصل دراسي واحد للانضمام إلى سلاح الطيران الأمريكي في عام 1953.
أرسل ريتش في إنيد، أوكلاهوما، قام بتكوين فرقة «فيلفيتونز»، حيث عزف الجاز والبلوز وكانت زوجته مارغريت آن تغني في الفرقة.  تزوج تشارلي ومارجريت آن غرين في عام 1952. غادر الجيش في عام 1956، وعاد إلى منطقة غرب ممفيس ليشتري أرضا زراعية بمساحة 500 فدان. كما بدأ يغني في نوادي منطقة ممفيس وعزف الجاز والبلوز. وبدأ خلال هذه الفترة بكتابة أغانيه الخاصة.

## المهنة
أدى ريتش مقابلة مع سام فيليبس من صن ريكوردز وغنى أمامه بعض الأغاني، واعتبر فيليبس غير ناجح تجاريا وأن أسلوب الجاز لا ينفع معه، ثم أعطاه مجموعة من تسجيلات جيري لي لويس وأخبره أن «يعود عندما يصبح بهذا السوء». في 6 سبتمبر 2010، بثت قناة NPR مقابلة لريتش من عام 1992 مع المقدم تيري غروس، ويذكر تشارلي ريتش القصة بأن بيل جاستيس أخبر زوجة ريتش هذه الكلمات. بحلول عام 1958، أصبح ريتش موسيقيا منتظما في جلسات تسجيل صن ريكوردز، وعزف على مجموعة متنوعة من تسجيلات جيري لي لويس، جوني كاش، بيل جاستيس، وارن سميث، بيلي لي ريلي، كارل مان، راي سميث. كما كتب عدة أغاني للويس وكاش وغيرهم.
سجل ريتش أغنية "Lonely Weekends" عام 1960 على علامة «فيليبس إنترناشيونال ريكوردز» التابعة لشركة «صن»، والتي حققت له النجاح، وكان صوته فيها مشابها لصوت إلفيس بريسلي. بيع منها أكثر من مليون نسخة وحصلت على تصنيف القرص الذهبي من جمعية صناعة التسجيلات الأمريكية. لكن أغانيه اللاحقة لم تحقق نجاحًا. غنى آخرون أغانيه بدرجات متفاوتة من النجاح، مثل إصدار بوبي بلاند لأغنيته "Who Will the Fool Next Be".
واجهت مسيرته الركود وترك علامة صن المتعثرة في عام 1963، ووقع مع علامة غروف التابعة لشركة آر سي أيه فيكتور. نجحت أغنيته الأولى على العلامة، "Big Boss Man"، نجاحا بسيطا، ولكن أغانيه التالية، والتي أنتجها تشيت أتكينز، لم تحقق أي نجاح أيضا. انتقل ريتش إلى سماش ريكوردز في بداية العام 1965. وشجعه المنتج جيري كينيدي على التركيز على الكانتري والروك، رغم أن ريتش اعتبر نفسه عازف بيانو جاز ولم يهتم كثيرا بموسيقى الكانتري. حقق ريتش النجاح بأول أغنية له على سماش بعنوان "Mohair Sam"، وهي أغنية روك فكاهية من تأليف دلاس فريزر. لكن سوء الحظ رافقه مجددا ولم تنجح أي من أغانيه التالية على سماش. انتقل ريتش إلى هاي ريكوردز، حيث سجل موسيقى السول والكانتري، لكن لم تنجح أغانيه على القوائم.

### ذروة مسيرته في السبعينات
رغم افتقاره إلى النجاح التجاري، وقعت شركة إبك ريكوردز مع ريتش في عام 1967، وذلك بتوصية من المنتج بيلي شيريل. حيث ساعده شيريل على إعادة تسويق نفسه ضمن موسيقى ناشفيل في الفترة التي كان فيها فنانو الروك أند رول مثل جيري لي لويس وكونواي تويتي يعودون إلى الساحة الفنية من خلال موسيقى الكانتري. نجح ريتش مجددا بهذا الصنف الجديد في صيف عام 1972 عندما وصلت أغنيته "I Take It on Home" إلى المركز السادس على قائمة الكانتري، وفاز عنها بثلاث جوائز من جمعية موسيقى الكانتري، وربح الألبوم بنفس العنوان تصنيف الذهب. ثم تصدرت أغنيته "Behind Closed Doors" قائمة الكانتري في بدايات العام 1973، ثم نجحت على قائمة البوب. حالفه الحظ في هذه المرة، وتصدرت أغنيته التالية، "The Most Beautiful Girl"، قائمة الكانتري لثلاثة أسابيع وقائمة البوب لأسبوعين. فاز ريتش بثلاث جوائز من جمعية موسيقى الكانتري عن أغنية Behind Closed Doors، وتلقى الألبوم بنفس الاسم تصنيف الذهب. ربح ريتش جائزة جرامي لأفضل أداء صوتي لمغني كانتري، وحصل على أربع جوائز من أكاديمية موسيقى الكانتري.
تصدر ريتش قائمة الكانتري بخمس أغان أخرى عام 1974 ودخلت قائمة البوب أيضا. كانت الأغاني "There Won't Be Anymore" (مركز 18 على قائمة البوب)، "A Very Special Love Song" (مركز 11 على قائمة البوب)، "I Don't See Me in Your Eyes Anymore" (مركز 47 على قائمة البوب)، "I Love My Friend“ (مركز 24 على قائمة البوب)، "She Called Me Baby" (مركز 47 على قائمة البوب). قامت شركات آر سي أيه وميركوري (التي كانت علامة سماش تابعة لها وضمتها بشكل كامل في عام 1970) بإعادة إصدار تسجيلات ريتش السابقة من منتصف الستينات. نال ريتش جائزة فنان العام من جمعية موسيقى الكانتري في عام 1974. وفي نفس العام قام بأداء الأغنية المرشحة لجائزة الأوسكار "I Feel Love" من فيلم "بينجي". واصل ريتش نجاحاته في عام 1975 وكان في ذروة شعبيته، إلا أنه بدأ يفرط في الشراب، ما تسبب في مشاكل كبيرة معه خلف الكواليس.
ظهر سلوك ريتش جليًّا في حفل توزيع جوائز جمعية موسيقى الريف لعام 1975، عندما قدم جائزة «مغني العام» وكان السكر واضحا عليه.  حيث تلى أسماء المرشحين، ثم مزق المظروف وأخرج ولاعة سجائر وأشعل النار في الورقة التي تحمل اسم الفائز. أعلن أن الفائز بالجائزة كان «صديقي السيد جون دنفر». اعتبر البعض هذا العمل تمردا على موسيقى ناشفيل التي مثلت سيطرة الشركات الكبرى على موسيقى الكانتري. إلا أن الكثيرين رأوا أنه احتجاج من ريتش على منح الجائزة إلى دنفر، والذي اعتبر ريتش أن موسيقاه «بوب» أكثر منها «كانتري». يرى آخرون داخل الصناعة أن ريتش كان حانقا لأن أغانيه لم تكن ناجحة في عام 1976 (سنة الحفل)، ولم تدخل إلا أغنية واحدة له ذاك العام بين العشر الأوائل "Since I Fell For You". ذكر جو ووكر ميدور، المدير التنفيذي السابق في جمعية موسيقى الكانتري، في مقابلة عام 2016، بأن سكر ريتش قد يرجع جزئيا إلى استيائه من عدم ترشحه في ذلك العام بعد نجاحه في جوائز عام 1974. بينما ذكر ابنه تشارلي شهادة خاصة به على موقعه على الإنترنت:
تفاقم الركود في مسيرته لأن تسجيلاته بدت متشابهة: قصائد كانتري بألحان بوب وأوركسترا وترية مبالغ فيها مع وصلات جاز أو بلوز والتي كان ريتش يعزفها طوال حياته. عاد إلى صدارة قائمة الكانتري عام 1977 بأغنية "Rollin 'With the Flow". في أوائل العام التالي، وقع مع تسجيلات يونايتد أرتتيستس، وسجل عديد الأغاني الناجحة في ذلك العام، كما شهد العام آخر أغنية له تتصدر القوائم وهي "On My Knees"، في ثنائي مع جاني فريك.

### تراجع نشاطه التقاعد
كان نجاح ريتش متواضعا عام 1979. ظهر ريتش بنفسه في فيلم Every Which Way but Loose مع كلينت ايستوود عام 1978، وأدى أغنية "I'll Wake You Up When I Get Home". وصلت هذه الأغنية للمركز الثالث على قائمة الكانتري عام 1979 وكانت آخر أغنية له تصل العشر الأوائل. انتقل إلى علامة إلكترا ريكوردز في عام 1980، وأصدر أغاني حققت نجاحا متوسطا، لكن ريتش قرر أن يبتعد عن الأضواء. ظل ريتش هادئا لأكثر من عقد من الزمن، وعاش على استثماراته وأقام الحفلات بين الحين والآخر. كما لعب دورًا صغيرًا في فيلم Take This Job and Shove It عام 1981 الذي قدم فيه آخر أغنية له تدخل قائمة الكانتري بعنوان "You Made It Beautiful".
في عام 1992، أصدر ريتش ألبوم Pictures and Paintings، وهو ألبوم جاز أنتجه الصحفي بيتر غورالنيك، وأصدر عن طريق ساير ريكوردز. تلقى الألبوم مراجعات إيجابية من النقاد واستعاد ريتش سمعته كموسيقي، لكن هذا كان ألبومه الأخير. في عام 2016، تم إصدار ألبوم تكريمي بعنوان Feel Like Going Home: The Songs of Charlie Rich من قبل شركة ممفيس إنترناشنال.

## الوفاة
كان تشارلي ريتش وزوجته يقودان سيارتهما إلى فلوريدا لقضاء عطلة بعد أن شاهدا ابنهما ألان يغني مع فريدي فيندر في كازينو ليدي لاك في ناتشيز، ميسيسيبي عندما تعرض لنوبة من السعال الشديد. زار طبيبا في سانت فرانسيسفيل في لويزيانا وتلقى مضادات حيوية، ثم واصل السفر حتى توقف للراحة ليلا. مات ريتش أثناء نومه في 25 يوليو 1995، في فندق مسافرين في هاموند، لويزيانا عن عمر 62 عاما. كان سبب الوفاة الانصمام الرئوي. دفن في مقبرة ميموريال بارك في ممفيس.
ترك ريتش بموته زوجته مارجريت بعد زواج استمر 43 عاما، وابنان هما ألان وجاك؛ وابنتان هما رينيه ولوري؛ وثلاثة أحفاد. توفيت مارجريت ريتش في جيرمانتاون في تينيسي في 22 يوليو 2010، ودفنت بجانب زوجها.

## الجوائز
أكاديمية موسيقى الكانتري
- ألبوم السنة 1973 – Behind Closed Doors (الألبوم)
- أغنية السنة 1973 – Behind Closed Doors (الأغنية)
- أفضل مغن في السنة 1973

جوائز الموسيقى الأمريكية
- أغنية الكانتري المفضلة 1974 – Behind Closed Doors
- مغني الكانتري المفضل للسنة 1975
- أغنية الكانتري المفضلة 1975 – The Most Beautiful Girl

جمعية موسيقى الكانتري
- البوم السنة 1973 – Behind Closed Doors
- أغنية السنة 1973 – Behind Closed Doors
- مغني السنة 1973
- البوم السنة 1974 – A Very Special Love Song
- فنان العام 1974

جوائز غرامي
- أفضل أداء لمغني كانتري ذكر 1974 – Behind Closed Doors
- قاعة مشاهير غرامي 1998 – Behind Closed Doors

## وصلات خارجية
تشارلي ريتش على موقع IMDb (الإنجليزية)
- تشارلي ريتش على موقع الموسوعة البريطانية (الإنجليزية)
- تشارلي ريتش على موقع ميوزك برينز (الإنجليزية)
- تشارلي ريتش على موقع إن إن دي بي (الإنجليزية)
- تشارلي ريتش على موقع أول ميوزيك (الإنجليزية)
- تشارلي ريتش على موقع ديسكوغز (الإنجليزية)
- تشارلي ريتش على موقع قاعدة بيانات الفيلم (الإنجليزية)
- Official website
- AllMusic
- Biography on Charlie Rich, Jr.'s website
- An early discography with sound checks
- تشارلي ريتش على موقع فايند أغريف